# Sayanski
Paso Sayanski (en ruso: Сая́нский перева́л, Sayanski Pereval) es un paso de montaña y un importante eje de transporte para la carretera Ak-Dovurak - Abazá. Se ubica en el límite de las repúblicas de Tuvá y Jakasia, Siberia Occidental, Rusia.

## Descripción
El paso ofrece una vista de las montañas Sayan y muchas rutas de senderismo comienzan cerca del paso.
La altitud del punto silla es de 2214 m s. n. m. Junto al paso Bouyba, es uno de los dos únicos pasos que cruzan los montes Sayanes.
Atraviesa una cresta de los Sayanes occidentales, la cresta Saylyg-Khem-Taiga.

## Galería
- Wikimedia Commons alberga una categoría multimedia sobre Sayanski.